# Campeões de Audiência - Telenovelas
Campeões de Audiência - Telenovelas é uma coleção lançada no mercado pela Editora Globo durante os anos de 1987 e 1988, que consistia em adaptações de tramas de telenovelas em formato de romance. As adaptações eram feitas pelos próprios autores dos textos para a TV ou por outros profissionais.
Foram lançados doze livros, contrariando a expectativa inicial, que era de pelo menos o dobro disso. Vários títulos anunciados não foram lançados, como O Bem-Amado, O Astro e Cambalacho.
Os doze livros lançados foram (seguindo a ordem de exibição original das telenovelas que deram origem aos livros e não a de publicação destes):
- Irmãos Coragem, da novela de Janete Clair;
- Bandeira 2, da novela de Dias Gomes;
- Escalada, da novela de Lauro César Muniz;
- Pecado Capital, da novela de Janete Clair;
- Anjo Mau, da novela de Cassiano Gabus Mendes;
- Locomotivas, da novela de Cassiano Gabus Mendes;
- Dancin' Days, da novela de Gilberto Braga;
- Pai Herói, da novela de Janete Clair;
- Água Viva, da novela de Gilberto Braga;
- Guerra dos Sexos, da novela de Sílvio de Abreu;
- Roque Santeiro, da novela de Dias Gomes com coautoria de Aguinaldo Silva;
- Roda de Fogo, da novela de Lauro César Muniz.

Outras coleções de formato semelhante são As Grandes Telenovelas, da década de 1980, e Grandes Novelas, iniciada em 2007.